# Audrey DeWilder
Audrey DeWilder (* 1. März 1988) ist eine französische Schauspielerin.

## Leben
Audrey DeWilder bekam mit 16 Jahren die Hauptrolle in dem Thriller Im Spiegel des Bösen (2004); danach wirkte sie in einer Reihe von französischen Fernsehserien und -filmen mit. Bekannt wurde sie in Deutschland vor allem durch ihre Rolle in der Komödie Nordkorea für Anfänger, dem Spielfilm-Debüt des Regisseurs Gilles de Maistre, die den Publikumspreis bei den Internationalen Filmfestspielen von Cannes 2011 bekam. Sie besucht die École de théâtre in Paris.

## Filmografie
- 2004: Im Spiegel des Bösen (À ton image) (Regie: Aruna Villiers)
- 2005: Tiefschläge (Frappes interdites) (Regie: Bernard Malaterre)
- 2008: R.I.S. Police scientifique (Fernsehserie, 1 Folge)
- 2008: Guy Môquet, un amour fusillé (Regie: Philippe Bérenger)
- 2009: Fais-moi plaisir! (Regie: Emmanuel Mouret)
- 2010: Profiling Paris (Profilage, Fernsehserie, 1 Folge)
- 2010: Les bleus: premiers pas dans la police (Fernsehserie)
- 2011: Nordkorea für Einsteiger (Regie: Gilles de Maistre)
- 2012: Clem (Fernsehserie, 1 Folge)
- 2012–2013: Fais pas ci, fais pas ça (Fernsehserie, 6 Folgen)